# لودویک پوله
لودویک پوله (انگلیسی: Ludovic Pollet؛ زادهٔ ۱۸ ژوئن ۱۹۷۰) بازیکن فوتبال اهل فرانسه است.
از باشگاه‌هایی که در آن بازی کرده‌است می‌توان به باشگاه فوتبال لو آور، باشگاه فوتبال لانس، باشگاه فوتبال کن، باشگاه فوتبال ولورهمپتون واندررز، و باشگاه فوتبال والسال اشاره کرد.